# Wyprawa Kon-Tiki

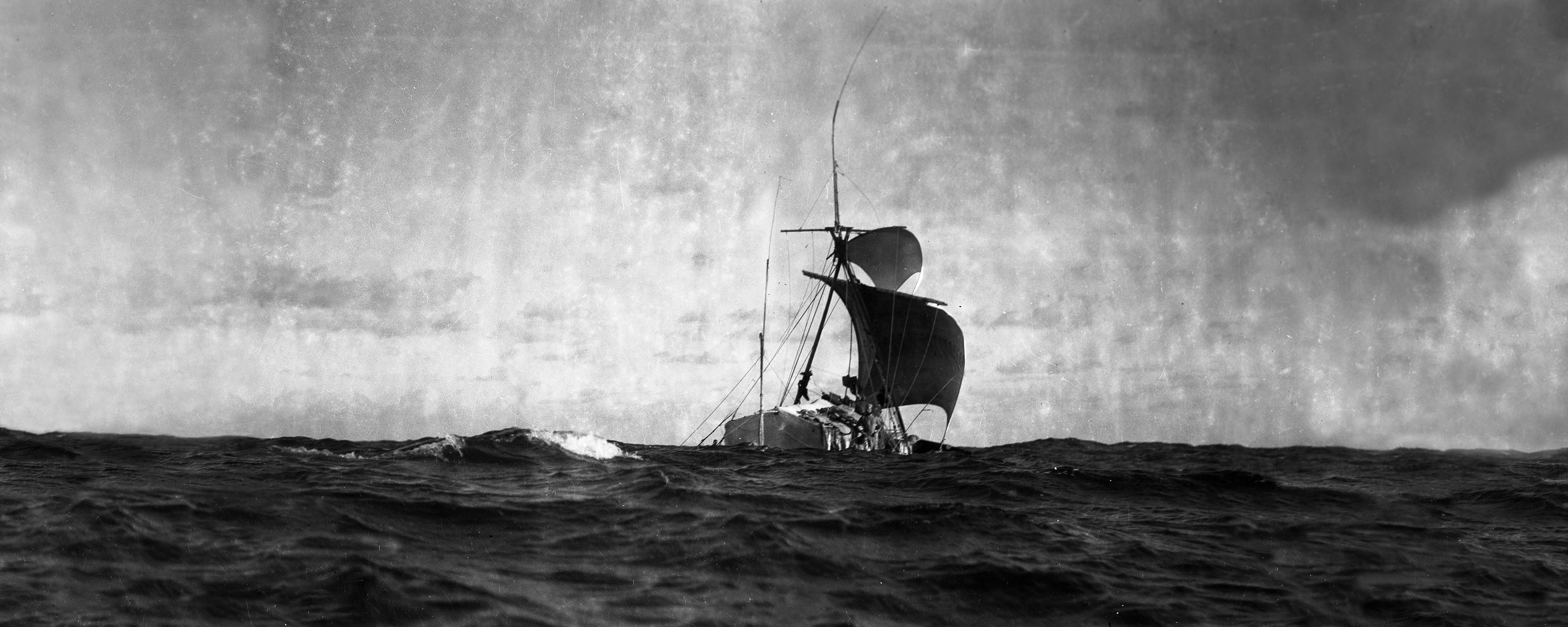
Tratwa Kon-Tiki (1947)

Wyprawa Kon-Tiki – podróż Thora Heyerdahla na tratwie Kon-Tiki przez Ocean Spokojny w 1947 roku.

## Legenda i cel wyprawy
Inspiracją do podróży Heyerdahla była legenda opowiedziana mu przez jednego z tubylców na wyspie Fatu Hiva. Według niej ludność Polinezji mieszkała kiedyś daleko za oceanem. Przywódcą mającym przeprowadzić lud przez wielką wodę był Kon-Tiki lub Illa-Tiki, co oznaczało w wolnym tłumaczeniu Słońce-Tiki lub Ogień-Tiki. Był on przywódcą Inków zasiedlających brzegi jeziora Titicaca utożsamianym z bogiem słońca Wirakoczą. Doszło do walki pomiędzy Kon-Tiki a wodzem Cari, w wyniku której lud Kon-Tiki zmuszony był do ucieczki na wybrzeże oceanu, skąd udał się na zachód w drewnianych łodziach.
Heyerdahl zainspirowany tą legendą zaczął szukać argumentów przemawiających za tym, że Polinezyjczycy pochodzą z Ameryki Południowej. Jednym z nich było zaskakujące podobieństwo pomiędzy monumentami wykutymi przez tubylców w Peru oraz tymi z Wyspy Wielkanocnej i innych wysp Oceanii. Drugim argumentem był dialekt, którym posługiwali się Polinezyjczycy, który wyraźnie przypominał język ludów zasiedlających kiedyś Amerykę Południową. Te oraz inne przesłanki zebrane przez Thora Heyerdahla zostały przez niego spisane i przedstawione w Nowym Jorku specjalistom antropologii. Teoria spotkała się jednak z niedowierzaniem. Punktem zwrotnym stało się zdanie wypowiedziane przez jednego z antropologów: „Doskonale, proszę spróbować odbyć kiedyś podróż z Peru na wyspy Oceanu Spokojnego na tratwie z balsy!”. Zainspirowało ono Heyerdahla do zorganizowania wyprawy, mającej obronić jego teorię.

## Przygotowania
Thor stanął przed wyzwaniem organizacji wyprawy, rozpoczynając od skompletowania załogi, przez budowę tratwy i kończąc na organizacji prowiantu oraz środków ratunkowych. W pierwszej kolejności pomoc uzyskał ze strony Klubu Odkrywców (The Explorers Club) w Nowym Jorku. Tam po prezentacji przez pułkownika Haskina z Szefostwa Zaopatrzenia Lotnictwa prototypów różnego rodzaju środków asekuracyjnych oraz ratowniczych, Heyerdahl został zaproszony do wypróbowania sprzętu za darmo pod warunkiem zdania relacji o jego przydatności po powrocie.
Część niezbędnego wyposażenia Heyerdahl uzyskał od Ministerstwa Wojny Stanów Zjednoczonych. Były to między innymi racje żywnościowe oraz śpiwory, ale również przedmioty codziennego użytku, jak krem do opalania czy zapałki palące się pod wodą, które wymagały przetestowania w ekstremalnych warunkach.
Drewno balsa niezbędne do budowy tratwy Thor pozyskał z miejscowości Quevedo w Ekwadorze. Stamtąd spławione zostało rzeką Guayas do zatoki Guayaquil na Oceanie Spokojnym. Tam załadowano drewno na statek i przetransportowano do Limy. Balsa była budulcem wykorzystywanym niegdyś przez tubylców do budowy tratw. W stanie suchym jest ona lżejsza od korka. Po uzyskaniu niezbędnych pozwoleń budowa tratwy ruszyła w porcie Callao w stoczni wojennej. Kadłub tratwy składał się z 9 najgrubszych pni. Najdłuższy z nich miał 14 metrów. Całość związana była konopnymi linami. Pokład wykonany był z bambusa pokrytego plecionką. Pomieszczenie mieszkalne stanowił szałas o wymiarach 4,2 na 2,4 metra i wysokości 1,2–1,5 m, przykryty liśćmi bananowca. Tratwę wyposażono w dwa maszty z drzewa mangrowego o wysokości 8,8 m, połączone topami. Do sterowania służyło wiosło o długości 5,8 m, którego trzpień wykonany był z drewna mangrowego, natomiast pióro – z sosny. Pomiędzy pniami balsy umocowano pięć długich na 1,5 m mieczy. Tratwę napędzać miał jeden żagiel rejowy 4,6 na 5,5 m z namalowaną głową przywódcy-boga Kon-Tiki.
Kiedy ukończono budowę, niemalże każdy oglądający Kon-Tiki wróżył katastrofalne skutki wypłynięcia nią na Ocean. Robiono nawet zakłady, ile dni tratwa utrzyma się na wodzie. Jeden z marynarzy zobowiązał się płacić za whisky dla całej załogi do końca życia, w przypadku gdy tratwa cało dopłynie do Oceanii.
Na pokład przetransportowano całe wyposażenie. Jedzenie (głównie w postaci puszek) umieszczono w kartonowych opakowaniach, które następnie oblano wrzącym asfaltem w celu zaizolowania żywności przed wodą oraz obtoczono piaskiem, by uniknąć sklejania się pakunków. Tak przygotowane racje umieszczono pod bambusowym pokładem. Zapas słodkiej wody stanowiło 56 baniek napełnionych z górskiego strumienia (łącznie 1100 litrów). Bańki umocowano sznurami między pokładnikami tratwy tak, aby zapas wody był chłodzony wodą morską.
Wyprawa, pod dowództwem Thora Heyerdahla, rozpoczęła się 28 kwietnia 1947 roku z załogą w składzie:
- Erik Hesselberg(inne języki) – nawigator, artysta; autor malunku przedstawiającego głowę Kon-Tiki na żaglu;
- Bengt Danielsson(inne języki) (Szwecja) – jedyny nie-Norweg w wyprawie; socjolog zainteresowany teorią migracji ludzi; jako jedyny znał język hiszpański, dzięki czemu pełnił często rolę tłumacza; uwielbiał czytać książki – na tratwę zabrał 73 pozycje i zdołał przeczytać wszystkie przed osiągnięciem celu;
- Knut Haugland(inne języki) – ekspert od radiostacji; uczestnik norweskiego ruchu oporu; po II wojnie światowej odznaczony za udział w bitwie o ciężką wodę;
- Torstein Raaby(inne języki) – również odpowiedzialny za transmisje radiowe; doświadczenia radiotelegrafisty nabrał organizując tajne stacje radiowe podczas drugiej wojny światowej i między innymi naprowadzając samoloty alianckie na wrogie okręty;
- Herman Watzinger(inne języki) – inżynier; absolwent politechniki w Trondheim; odpowiedzialny za prognozowanie pogody oraz zbieranie danych do celów naukowych.

## Podróż
Po opuszczeniu portu Callao przy wiwatach publiczności tratwa obrała kurs na zachód, poruszając się wzdłuż prądu peruwiańskiego. Kon-Tiki okazała się bardzo dzielną jednostką. Przez całą podróż opierała się falom bez większych problemów, a drewno balsa zaimpregnowane żywicą nasiąknęło bardzo płytko, pozostając wewnątrz suche. Załoga odbywała dwugodzinne wachty za wiosłem sterowym. Każdego dnia jedna osoba odpowiedzialna była za przyrządzanie posiłków. Do jadłospisu należały między innymi racje żywnościowe zapewnione przez armię amerykańską, a dwóch członków załogi, w ramach programu badań, żywiło się wyłącznie racjami wojskowymi. Dla pozostałych członków załogi głównym źródłem pożywienia był ocean. Już w pierwszych dniach wyprawy zauważono, że latające ryby spadają na pokład. Każdego ranka obowiązkiem kuka było zebranie z tratwy ryb. Często służyły one jako przynęta na większe ryby, jak tuńczyki, bonity, makrele a nawet rekiny. Próbowano również łowić specjalną siatką plankton. Urozmaiceniem diety były małe kraby pelagiczne, które licznie zasiedlały tratwę. Thor Heyerdahl ze swoją załogą odkryli wiele nieznanych wcześniej gatunków zwierząt, w tym kilka gatunków ryb głębinowych.
Bez większych komplikacji tratwa Kon-Tiki wraz z załogą dopłynęła do wysp Puka Puka oraz Angatau, do których nie udało się przybić z powodu dużej siły lokalnych prądów. Wyprawa dotarła w pobliże Angatau 97. dnia podróży – dokładnie taki czas podróży, jako możliwie najszybszy, oszacował Heyerdahl przed wypłynięciem.

## Łączność radiowa
Na tratwie znajdowały się trzy wodoodporne stacje radiowe, zorganizowane przez Knuta Hauglanda oraz Torsteina Raaby. Operowały one w pasmach: 40, 20, 10 oraz 6 m. Znakiem wywoławczym tratwy było LI2B. Budowa radiostacji oparta była na lampach elektronowych 2E30. Moc transmisji wynosiła 10 watów. Dodatkowo załoga wyposażona była w radiostację typu German Mark V, która miała być wykorzystana do wzywania pomocy. Radiostacje były zasilane bateriami oraz ręcznym generatorem prądu napędzanym korbką.
Stanowisko radiowe znajdowało się w jednym z narożników bambusowego szałasu. Knut i Torstein podczas wyprawy nawiązywali łączność: z radiostacją (znak  wywoławczy OBE) w Callao Peruwiańskiej Szkoły Morskiej Peruvian Naval School w ciągu pierwszych trzech tygodni, 20 maja, krótkofalowiec Harold Kempel znak wywoławczy W6EVM, usłyszał radiostację LI2B na częstotliwości 14,142 MHz, z którą nawiązał łączność, najwięcej łączności nawiązano ze stacją W3YA radioklubu amatorskiego (Penn State Amateur Radio Club) z Pensylwanii w USA której radiooperatorzy przekazywali wiadomości do ambasady norweskiej w Waszyngtonie. Największe odległości w łącznościach osiągnięto ze stacjami z Kanady, poza tym 5 sierpnia Knut nawiązał kontakt z radiooperatorem w Norwegii oddalonym o 10 000 mil morskich, czyli niemal na antypodach.
W grudniu 1947 roku w czasopiśmie QST amerykańskiego związku krótkofalowców American Radio Relay League ukazał się artykuł pt."Kon-Tiki Communications - Well Done!”. W artykule wyprawę określono wyjątkowo: „najbardziej nietypowa wyprawa, która kiedykolwiek oparła się na amatorskiej komunikacji radiowej”.

## Zwierzęta na Kon-Tiki
Podczas wyprawy przez Pacyfik wyprawie towarzyszyło kilka zwierząt. Przed wypłynięciem Heyerdahl dostał w prezencie zieloną papugę o imieniu Lorita, która szybko znalazła swoje miejsce na tratwie i traktowana była jak siódmy załogant. Potrafiła wymówić kilka słów po hiszpańsku. Jednak po 60 dniach żeglugi, w silnych podmuchach wiatru zniknęła za burtą.
Kolejnym ulubieńcem załogi Kon-Tiki był krab, który w odróżnieniu od innych przedstawicieli swojego gatunku wydawał się być oswojony. Przebywał stale na rufie, w otworze przy klocu sterowym. Nazwany został Johannesem. Często otrzymywał okruchy i resztki jedzenia, które łapał szczypcami prosto z rąk darczyńców.
Wyprawie towarzyszyły również ryby piloty. Zwierzęta te żyją w pobliżu rekinów, żywiąc się resztkami ofiar żarłaczy. Kiedy załoga zabijała rekina, ryby piloty często przyczepiały się do dna tratwy i wiernie towarzyszyły przez większość podróży.

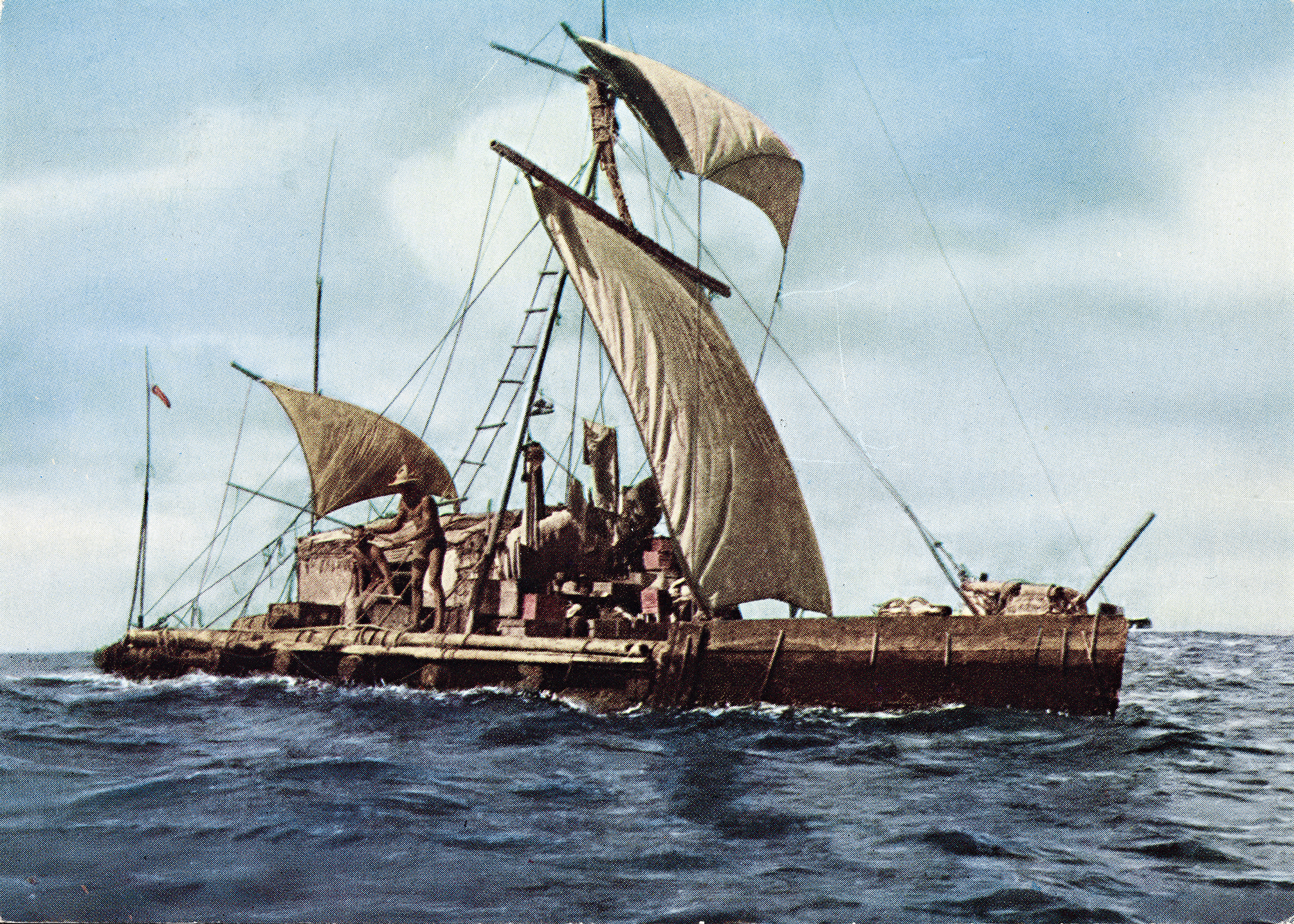
Kon-Tiki, pokolorowana pocztówka

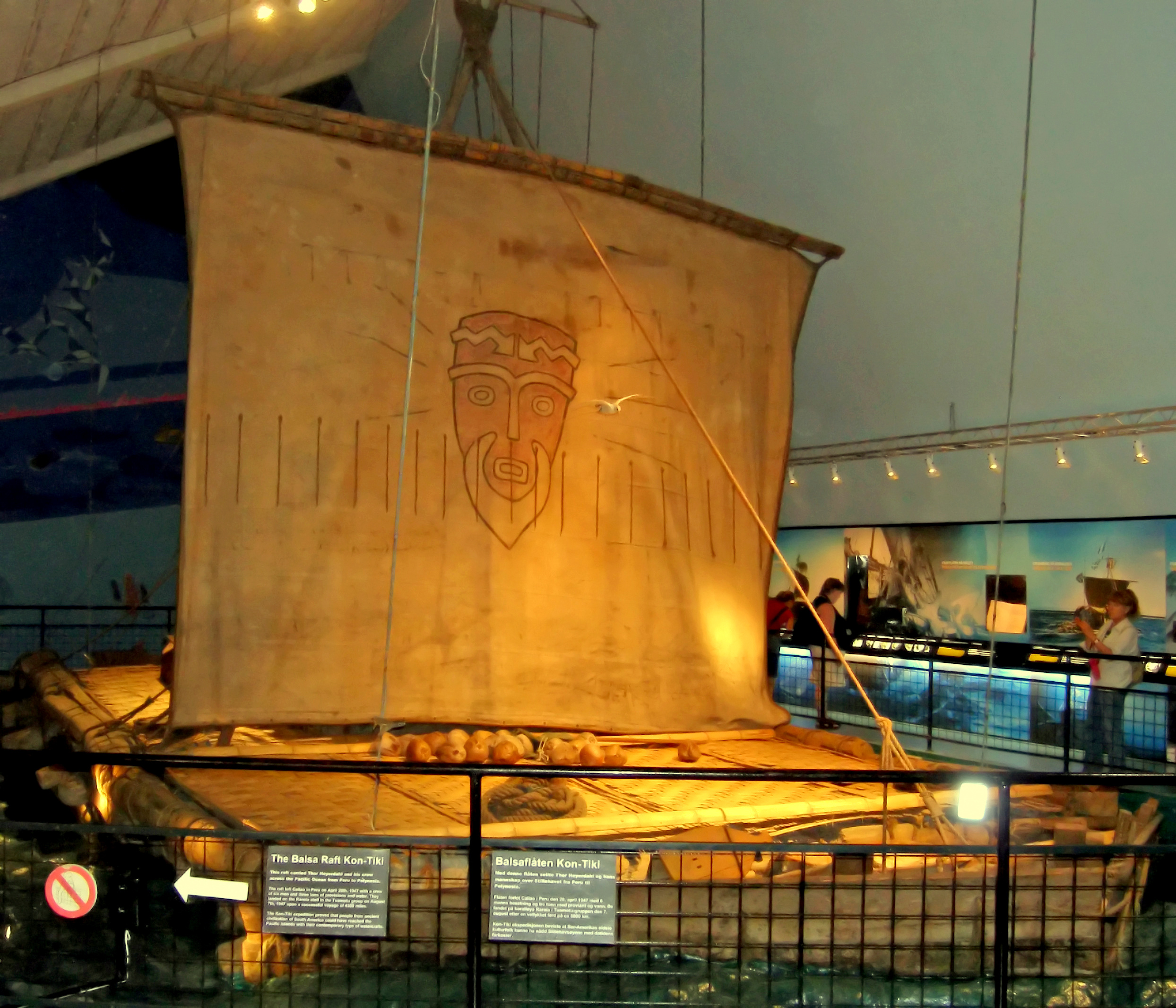
Rekonstrukcja tratwy w muzeum Kon-Tiki w Oslo

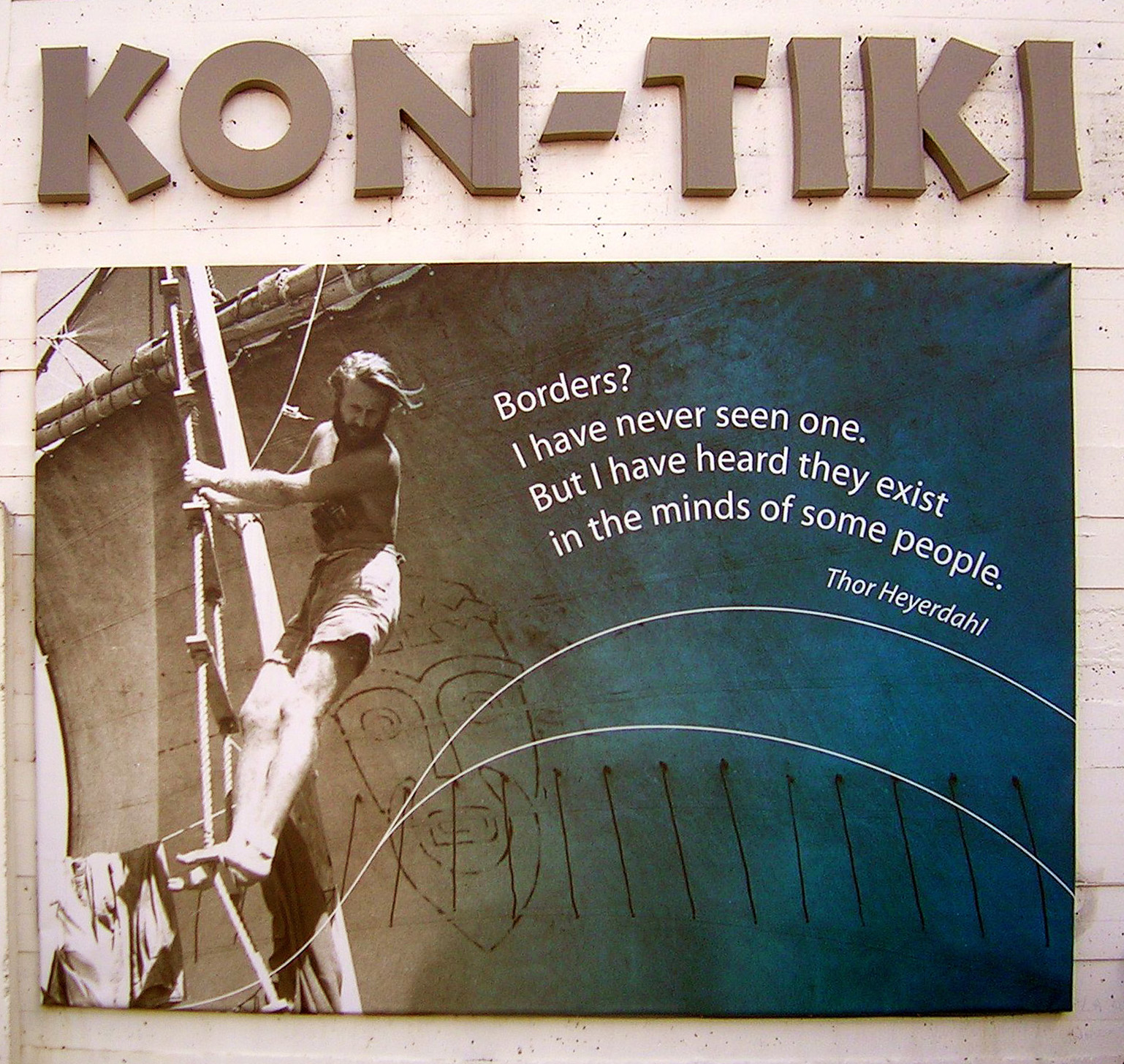
Plakat z cytatem Thora Heyerdahla na ścianie muzeum Kon-Tiki w Oslo

## Osiągnięcie wybrzeży Polinezji
Kon-Tiki po nieudanych próbach przybicia do brzegu wyspy Puka Puka oraz Angatau zmuszona była poruszać się dalej z prądami w celu znalezienia przystępnego podejścia do lądu. 7 sierpnia 1947 roku tratwa została zniesiona na rafę Raroia, która okazała się śmiertelnym zagrożeniem. Torstein nadał komunikat radiowy do radioamatora z Rarotonga na Wyspach Cooka, aby nasłuchiwał co godzinę na tej samej długości fali i w przypadku ciszy przez najbliższe 36 godzin miał powiadomić ambasadę norweską w Waszyngtonie. Po przebyciu strefy przyboju wyczerpana załoga znalazła się na wraku swojej tratwy w środku rafy. Po uprzednim zebraniu wszystkich ocalałych przedmiotów, zdecydowano się pozostać na jednej z wysp laguny. Po osuszeniu radiostacji nawiązano kontakt z Rarotonga i w ostatniej chwili odwołano akcję ratunkową. Po kilkudniowej przerwie wyprawa Kon-Tiki zauważona została przez plemię tubylców na proa. Na cześć przybyszów wyspę, na której wylądowali, ochrzczono Wyspą Kon-Tiki (Fenua Kon-Tiki). Heyerdahl wraz z towarzyszami zaproszeni zostali przez tubylców na ich wyspę. Stamtąd załogę wraz z tratwą przetransportował szkuner „Tamara” na Tahiti, skąd został wysłany na ratunek.
Prowadzona przez sześciu ludzi tratwa przepłynęła 3770 mil morskich (ok. 6980 km) w ciągu 101 dni, co daje średnią prędkość 1,5 węzła. Wyprawa zakończyła się sukcesem. Thor Heyerdahl udowodnił, że możliwe były migracje na Oceanie Spokojnym na tratwach z balsy. Część oryginalnej Kon-Tiki można podziwiać w Muzeum Kon-Tiki w Oslo.

## Relacje
Podróż została opisana przez Thora Heyerdahla w książce Kon-Tiki ekspedisjonen wydanej w roku 1948 (pol. Wyprawa Kon-Tiki, pierwsze wyd. w tłum. Jerzego Pańskiego, Iskry, 1955). Podczas wyprawy w 1947 został też nakręcony czarno-biały film, zatytułowany później Kon-Tiki oraz oryginalny krótki film kolorowy. Producentem, operatorem oraz narratorem był sam Thor Heyerdahl. Produkcja została nagrodzona w 1951 r. Oscarem w kategorii „najlepszy pełnometrażowy film dokumentalny”. Jest to jedyny norweski film uhonorowany tą nagrodą.